# Paul Pelseneer
Paul Pelseneer est un zoologiste belge, né le 26 juin 1863 à Bruxelles et mort le 5 mai 1945 dans cette même ville.
Ce spécialiste des mollusques et de leur développement enseigna à Gand. Une de ses contributions majeures, en biogéographie, proposa de déplacer vers l'est la ligne (alors appelée ligne Wallace) séparant les domaines biogéographiques Indomalaise et Australasienne. Il appela cette nouvelle ligne la Ligne de Weber, en l'honneur du zoologiste Max Carl Wilhelm Weber. Pelseneer fut membre de l’Académie royale des sciences, des lettres et des beaux-arts de Belgique et correspondant de l’Académie des sciences de Paris.